# Jacobus de Boragine
Ne doit pas être confondu avec Jacques de Voragine.
Jacobus de Boragine était un glossateur et un des quatre docteurs de Bologne. 
Également connu sous le nom de Jacobus, il est né au début du XIIe siècle. Il était un étudiant italien, et un des quatre élèves d'Irnerius aussi appelés les Quattuor Doctores, bien que Savigny critique la tradition générale de son inclusion dans cette liste. Les autres docteurs étaient Bulgarus, Martinus et Hugo. 
La philosophie juridique de Bulgarus s'attachait à la lettre de la loi pendant que son camarade Martinus prit une approche plus en rapport avec la loi naturelle et l'équité. Le séjour de Jacobus à Bologne est par conséquent une période formatrice dans la théorie juridique (Jurisprudence).
Il était un étudiant de la nation germanique à l'université de Bolgone. Il était également l'auteur de plusieurs parties de la Glose du corpus juris civilis.
Le commentaire juridique De Regulis Juris que Savigny appelait « un exemple marquant des résultats brillants qui ont été obtenus dans une brève période par une étude constante et exclusive des sources du Droit ».
Il participa, à l'appel de Frédéric I Barberousse à la Diète de Roncaglia en 1158 pendant laquelle lui et ses confrères docteurs de Bologne ont nommé Frédéric Dominus Mundi.
Jacobus est mort en 1178.